# Microphaeochroops varius
Microphaeochroops varius är en skalbaggsart som beskrevs av Kuijten 1985. Microphaeochroops varius ingår i släktet Microphaeochroops och familjen Hybosoridae. Inga underarter finns listade i Catalogue of Life.